# Зейлик (Дашкесанский район)
Зейлик (Заглик или Пип) (азерб. Zəylik) — село в Дашкесанском районе Азербайджана, расположившееся на одном из притоков реки Шамкир. На момент начала Карабахского конфликта село имело армянское население.

## История
В период нахождения региона в составе России село находилось в Елизаветпольском уезде Тифлисской губернии (с 1846 года), затем, после проведения административно-территориальной реформы, с 1849 года в составе Елизаветпольского уезда в Елизаветпольской губернии. Как отмечает «Энциклопедический словарь Брокгауза и Ефрона» (1890—1907), в селе проживало 2796 человек (все армяне). В «Кавказском календаре» за 1908 год отмечается, что в селе Заглик проживает армянское население в количестве 3994 человек
Согласно этому же изданию, а также «Гeогpaфичeско-стaтистичecкому словарю Рoссийcкой Импepии», близ поселения присутствуют развалины крепости Назируткале (Назирут-кале), просуществовавшей более 900 лет от правления армянского царя Тиграна.
По состоянию на 1 января 1933 года в селе проживало 3529 человека (755 хозяйства), все — армяне.
В непосредственной близости от села находится одно из самых крупных в мире месторождений алунита (квасцового камня) — месторождение Заглик. В 1805 году, по приказу главнокомандующего российскими войсками в Закавказье генерала Павла Цицианова, командующим 17-м егерским полком Павлом Карягиным был заключен договор с армянами Заглика. Согласно соглашению, местным армянам на определенных условиях передавался в управление квасцовый завод, находящийся в селе.

## Памятники архитектуры
- Церковь Святого Степаноса (1849)
- Церковь Пресвятой Богородицы